# Édimbourg-des-Sept-Mers
Cet article concerne la localité de Tristan da Cunha. Pour les autres significations, voir Édimbourg.
Édimbourg-des-Sept-Mers (en anglais : Edinburgh of the Seven Seas) est l'unique localité de l'île Tristan Da Cunha. Localement, elle est appelée de son nom originel, The Settlement (« la colonie »). 

## Histoire
Le village est fondé en 1815. Il est le site d'une garnison jusqu'à la fin de la Seconde Guerre mondiale. 
Ce petit village britannique est renommé Édimbourg-des-Sept-Mers en l'honneur d'Alfred, le duc d'Édimbourg lors de son passage dans l'île en 1867 au cours de son tour du monde comme commandant du HMS Galatea,. En français, ses habitants sont appelés Heptathalassoédimbourgeois,,,. Ses habitants appellent toujours leur village de son nom d'origine, The Settlement (« la colonie »). 
Il est abandonné par une grande partie de sa population et en partie détruit lors de l'éruption volcanique de 1961. La population revient en 1963. Cet épisode est raconté par Hervé Bazin dans Les Bienheureux de La Désolation en 1970.

## Description
Édimbourg-des-Sept-Mers compte 232 habitants en août 2025 et possède un port, la résidence de l'Administrateur, une église catholique et le bureau de poste. 
Les habitants portent sept noms de famille différents, et descendraient de seulement sept colons,.
C'est l'habitat permanent le plus isolé de la terre, le plus proche étant Sainte-Hélène, situé à 2419 km,. Pour s'y rendre, il est nécessaire de prendre un bateau depuis Le Cap, et d'obtenir l'autorisation des résidents.

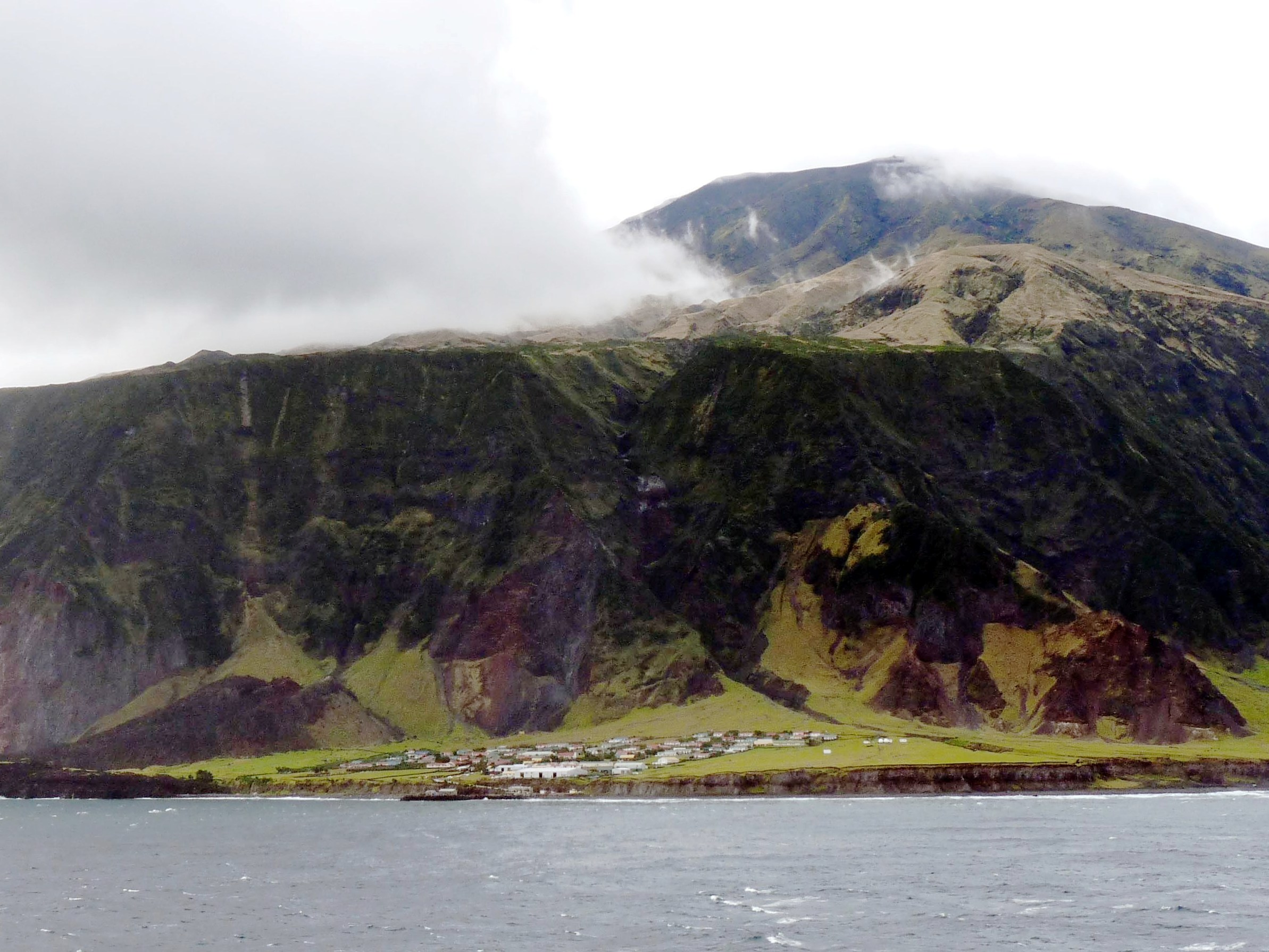
Vue générale.
Évolution de la population de 1821 à 1923.
Carte de la ville